# 百底站
百底站是一个侯西铁路上的铁路车站，位于山西省运城市河津市赵家庄乡，建于1985年，目前为四等站，邮政编码为043301。目前客运：办理旅客乘降；不办理行李、包裹托运；货运：办理整车货物发到。